# زن دنیادیده

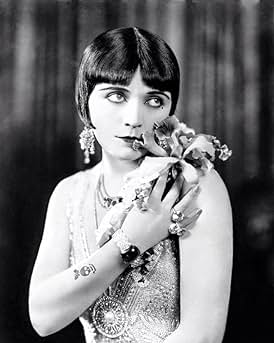
پولا نگری، عکس تبلیغاتی از فیلم زن دنیادیده (۱۹۲۵)

زن دنیادیده (انگلیسی: A Woman of the World) فیلمی صامت و کمدی-درام آمریکایی محصول سال ۱۹۲۵ است که پولا نگری در آن نقش‌آفرینی کرده، کارگردانی آن را مالکوم سنت کلر بر عهده داشته، شرکت فیمس پلیرز–لسکی آن را تهیه کرده و پارامونت پیکچرز توزیع آن را بر عهده داشته‌است.

## داستان
طبق خلاصه‌ای که در یکی از مجله‌های سینمایی منتشر شد، کنتس ناتاتورینی (نگری) برای فراموش‌کردن معشوق بی‌وفایش فرانسه را ترک می‌کند و به خانهٔ پسرعموی دورش سم پور (کانکلین) و همسرش لو (وارد) در شهری کوچک در غرب میانه آمریکا می‌رود. ریچارد گرنجر (هربرت)، دادستان تازه‌منتخب و اصلاح‌طلبی آرمان‌گرا، هنگامی که کنتس را در حال سیگار کشیدن در انظار عمومی می‌بیند (که مغایر با هنجارهای اجتماعی شهر است)، شوکه می‌شود؛ اما به‌شدت به او علاقه‌مند می‌گردد. در یک گردهمایی عمومی، مردم شهر بلیت دیدار با یک کنتس واقعی را به قیمت یک سکهٔ ربع دلاری می‌فروشند، و زمانی که پیرمردی کنجکاو پیشنهاد می‌دهد یک سکهٔ دیگر هم می‌دهد اگر کنتس خال‌کوبی‌اش را ـ که یادگار معشوق خارجی بی‌وفایش است ـ نشان دهد، خشم او دوچندان می‌شود. بعدها، سم تلاش می‌کند او را دلداری دهد و با نشان‌دادن خال‌کوبی یک قطار از مچ دست راست تا مچ دست چپش که از روی سینه‌اش عبور می‌کند، او را به خنده می‌اندازد.
پس از آن‌که مجموعه‌ای از رویدادهای بی‌ضرر میان کنتس و دستیار گرنجر، گرت جانز (مک)، موجب حسادت ریچارد می‌شود، او به بی‌اخلاقی کنتس حمله می‌کند و خواهان اخراج او از شهر می‌گردد. کنتس در پاسخ، با شلاقی که از لو می‌گیرد، از ریچارد انتقام می‌گیرد، اما پس از آن‌که از او خون جاری می‌شود، همه‌چیز را جز عشق خود فراموش می‌کند. در پایان، آن دو را سوار بر درشکه در راه ایستگاه قطار و ماه عسل می‌بینیم و ریچارد به او سیگارهایی تعارف می‌کند که پیش‌تر به‌شدت محکومشان می‌کرد.

## بازیگران
پولا نگری در نقش کنتس الئونورا ناتاتورینی
هولمز هربرت در نقش ریچارد گرنجر
چارلز امت مک در نقش گرت جانز
چستر کانکلین در نقش سم پور
بلانش مهفی در نقش لنی پورتر
گای اولیور در نقش قاضی پورتر
لوسیل وارد در نقش لو پور
دات فارلی در نقش خانم فاکس
می فاستر در نقش خانم بیربائر
دوروتیا وولبرت در نقش آنی
رابرت دادلی در نقش مهمان فرانسوی‌زبان مهمانی (بی‌ذکر در عنوان‌بندی)
فرد گمبل در نقش مرد شهر (بی‌ذکر در عنوان‌بندی)
آنتونی جوویت در نقش معشوق بی‌وفا (بی‌ذکر در عنوان‌بندی)

## تولید
فیلم زن دنیادیده اقتباسی است از رمان عاشقانهٔ پرزرق‌وبرق The Tattooed Countess (کنتس خال‌کوبی‌شده) نوشتهٔ کارل ون وکتن که در سال ۱۹۲۴ منتشر شد. مدیران پارامونت، نوآوری در اقتباس آثار ادبی یا نمایش‌نامه‌ها را تشویق و پاداش می‌دادند. در همین راستا، فیلمنامه‌نویس پیر کالینگز و کارگردان مالکوم سنت کلر، داستان اصلی را به‌کلی بازنویسی کردند. شخصیت کنتس که در رمان زنی در دههٔ پنجم زندگی است، در فیلم به‌صورت زنی جوان و زیبا درآمده (هرچند خال‌کوبی‌هایش حفظ شده‌اند). همچنین ژانر رمان که عاشقانه‌ای جدی بود، در فیلم به کمدی تبدیل شده، با لحن لوبیچ‌وار و پیچیدگی‌هایی که در تولیدات پارامونت رایج بود.

## درون‌مایه
«کمدی‌های پرزرق‌وبرق و پیچیده‌ای همچون زن دنیادیده ممکن است در برخی جنبه‌ها از مد افتاده به‌نظر برسند، هرچند از نظر بصری بسیار چشم‌نوازند. این آثار، با وجود داستان‌های کم‌مایه‌شان، با زرق‌وبرق صحنه‌ها، لباس‌ها و رفتارهای به‌اصطلاح "منحط"، احساسات معاصر را جذب می‌کردند...» — تاریخ‌نگار فیلم، روث آن دوایر، در کتاب مالکوم سنت کلر: فیلم‌های او، ۱۹۱۵ تا ۱۹۴۸ (۱۹۹۶)

زن دنیادیده نمونه‌ای است از نگاه سنت کلر به مضامین عاشقانه، که در آن «گِره داستان بر تفاوت‌های بنیادی در نگرش اروپایی‌ها و آمریکایی‌ها نسبت به عشق و زندگی استوار است.»
بیشتر شوخ‌طبعی این «کمدی پرزرق‌وبرق» از برخورد فرهنگ اشرافی و شهری اروپایی با سنت‌گرایی روستایی و هنجارهای اجتماعی و جنسیتی غرب میانهٔ آمریکا سرچشمه می‌گیرد. در نهایت، تضاد بین دنیای اشراف‌زادهٔ زوال‌گرا و دادستان اصول‌گرای محلی با ازدواج کنتس و دادستان در شهر خیالی میپل ولی، ایالت آیووا، حل‌وفصل می‌شود.